# Guayape (kommun)
Guayape är en kommun i Honduras.   Den ligger i departementet Departamento de Olancho, i den centrala delen av landet, 90 km norr om huvudstaden Tegucigalpa. Antalet invånare är 11 348.